# Raiskin metsät
Raiskin metsät este o arie protejată (arie specială de conservare — SAC, sit de importanță comunitară — SCI, arie de protecție specială avifaunistică — SPA) din Finlanda întinsă pe o suprafață de 112 ha, integral pe uscat.

## Localizare
Centrul sitului Raiskin metsät este situat la coordonatele 62°17′12″N 24°17′16″E / 62.2867°N 24.2878°E.

## Înființare
Situl Raiskin metsät a fost declarat sit de importanță comunitară în august 1998 pentru a proteja 10 specii de animale. Alte tipuri de protecție:
- arie de protecție specială avifaunistică (în august 1998)[2]
- arie specială de conservare (în aprilie 2015)[1][3][4]

## Biodiversitate
Situată în ecoregiunea boreală, aria protejată conține 2 habitate naturale: Taiga vestică, Mlaștini împădurite.
La baza desemnării sitului se află mai multe specii protejate:
- păsări (9): minunița (Aegolius funereus), cocoșul de mesteacăn (Bonasa bonasia), șorecarul comun (Buteo buteo), ciocănitoare neagră (Dryocopus martius), muscar (Ficedula parva), ciuvică (Glaucidium passerinum), ciocănitoare de munte (Picoides tridactylus), huhurezul mic (Strix uralensis),  cocoș de munte (Tetrao urogallus)
- mamifere (1): veveriță zburătoare siberiană (Pteromys volans)

Pe lângă speciile protejate, pe teritoriul sitului au mai fost identificate 2 specii de plante, 2 specii de păsări, 1 specie de mamifere, 1 specie de nevertebrate, 8 specii de pești.